# جامعة نابلس للتعليم المهني والتقني
جامعة نابلس للتعليم المهني والتقني هي جامعة حكومية تتبع وزارة التعليم العالي والبحث العلمي، في محافظة نابلس، المنطقة الشرقية، بجانب مخيم عسكر، بمحاذاة مدرسة نابلس الصناعية أنشأت بقرار من مجلس رئاسة الوزراء الفلسطيني حكومة محمد اشتية، وُضع حجر الأساس لها في كلياتها الأولى "كلية ابن سينا للعلوم الصحية" بتاريخ 16 يونيو 2021 في نابلس.

## نشأة وتأسيس
تبلورت فكرة إنشاء جامعة نابلس للتعليم المهني والتقني استجابة لإدراك الحكومة الفلسطينية الحالية لأهمية التعليم والتدريب المهني والتقني ودوره في سد الفجوة بين مخرجات التعليم والتدريب والاحتياجات الفعلية لسوق العمل.
وهي جامعة حكومية تتبع وزارة التعليم العالــــي والبحث العلمي من حيث اعتماد الكليات والبرامج، في حين تعتبر الجامعة الذراع التنفيذي والتطبيقي لاستراتيجيات وخطط الهيئة الوطنية للتعليم المهني والتقني من خلال تقديم ثلاثة مستويات من مستويات التدريب والتأهيل العليا والمتعارف عليها إقليميًا وعالميًا ضمن منظومة التعليم المهني والتقني TVET كما يلي:
- المستوى المهني (شهادة المهن)، أسبوع-14 شهرًا.
- المستوى التقني (درجة الدبلوم)، 3-2 سنوات.
- المسـتوى التخصصي (درجة البكالوريوس)، 5-4 سنوات.

## رؤية ورسالة الجامعة

### رؤية الجامعة
أن تكون مرجعاً ومركـزاً للتميز في التعليم والتدريب المهني والتقني لتلبية احتياجات سوق العمل الحالية والمستقبلية.

### رسالة الجامعة
توفير تعليم وتدريب مهني وتقني يلبي احتياجات سوق العمل مبني على فلسفة المهارات والكفايات، ويعظم الاستفادة من الموارد البشرية الفلسطينية.

## دمج كلية ابن سينا للمهن الصحية
في العام 2020، صدر قرار مجلس الوزراء رقم (02/43/18/م.و/م.أ) بتاريخ 17 فبراير، بالحاق كلية ابن سينا للعلوم الصحية بجامعة نابلس للتعليم المهني والتقني، والتي تقدم برامج تقنية على مستوى البكالوريوس والبرامج التخصصية ما بعد البكالوريوس في علوم التمريض والقبالة، بالإضافة إلى برنامج التجسير.

## إدارة الجامعة ومجلس الأمناء
يترأس إدارة جامعة نابلس للتعليم المهني والتقني رزق بشير سليمية منذ 2020 بمرسوم رئاسي، واعتُمِد مجلس أمناء الجامعة والذي يترأسه السيد فتحي أبو مغلي، ويضم 17 عضواً ممثلين عن كل من وزارات التعليم العالي والصحة والاقتصاد الوطني والعمل، بالإضافة إلى ممثل عن كل من نقابة المهندسين والغرف التجارية واتحاد عمال فلسطين، بالإضافة للشخصيات المستقلة.
كان سعيد كنعان أول من ترأس مجلس أمناء الجامعة حتى وفاته جراء حادث مروري في عام 2023.
في 3 أغسطس 2023، عُين فتحي أبو مغلي رئيسًا لمجلس الأمناء لاستكمال الفترة المتبقية للرئيس السابق.

## كليات
1. كلية ابن سينا للمهن الصحية.[9]
  - قسم التمريض.
  - قسم القبالة.
2. كلية الهندسة التقنية والتطبيقية.
3. كلية الاتصالات وتكنولوجيا المعلومات.
4. كلية الهندسة الزراعية والموارد الطبيعية المستدامة.
5. كلية المهن والحرف.

## الأفواج
- فوج الأسرى

احتفلت جامعة نابلس للتعليم المهني والتقني بتخريج الفوج الأول من طلبتها "فوج الأسرى"، في احتفال مميز أقيم في مدينة رام الله بمشاركة رسمية واسعة ترأسها رئيس الوزراء د. محمد اشتية في 21 نوفمبر 2021، وبلغ عدد خريجي هذا الفوج نحو 80 طالباً وطالبة، وجميعهم من تخصص المهن الصحية (التمريض والقبالة).
- فوج القدس والعودة

## رؤساء الجامعة
- رزق سليمية (Q124850502) (2021–ديسمبر 2023)
- ضرار عليان (Q86910453) (منذ فبراير 2024 ولا يزال).